# Конти (Ломжинський повіт)
Конти (пол. Kąty) — село в Польщі, у гміні Єдвабне Ломжинського повіту Підляського воєводства.
Населення — 78 осіб (2011).
У 1975-1998 роках село належало до Ломжинського воєводства.

## Демографія
Демографічна структура станом на 31 березня 2011 року:
|          | Загалом | Допрацездатний вік | Працездатний вік | Постпрацездатний вік |
| -------- | ------- | ------------------ | ---------------- | -------------------- |
| Чоловіки | 42      | 6                  | 32               | 4                    |
| Жінки    | 36      | 8                  | 15               | 13                   |
| Разом    | 78      | 14                 | 47               | 17                   |